# Solin (écrivain)
Pour les articles homonymes, voir Solin.
Caius Julius Solinus, dit Solin en français, est un grammairien et compilateur d'expression latine, qui a vécu soit au IIIe siècle, soit au IVe. 

## Travaux
Il est l'auteur d'un ouvrage intitulé De mirabilibus mundi (Les Merveilles du monde), ou bien Collectanea rerum memorabilium (Recueil de choses mémorables), ou encore Polyhistor (Celui qui en sait beaucoup). C'est un recueil de curiosités de toutes sortes présentées pays par pays. L'auteur s'est inspiré principalement de l’Histoire naturelle de Pline l'Ancien (23-79), qu'il suit d'ailleurs de si près qu'on l'a parfois surnommé « le singe de Pline ». L'ouvrage, qui n'apporte pas grand-chose qui lui soit propre, a pourtant été très lu au Moyen Âge.
On a aussi conservé sous le nom de Solin un fragment de 22 vers qui constitue le début d'un poème sur la pêche intitulé Pontica.